# Coppa dei Balcani 1946 (nazionali)
La Coppa dei Balcani 1946 (1946 Balkan Cup) fu l'ottava edizione della Coppa dei Balcani, competizione calcistica per nazioni. La competizione si svolse in Albania dal 7 ottobre al 14 ottobre 1946 e vide la partecipazione di quattro squadre: Albania, Bulgaria, Jugoslavia e Romania.

## Formula
- Qualificazioni

Nessuna fase di qualificazione. Le squadre sono qualificate direttamente alla fase finale.
- Fase finale

Girone unico - 4 squadre, giocano partite di sola andata. La vincente si laurea campione dei Balcani.

## Stadi
| Tirana | Tirana             |
| ------ | ------------------ |
| Tirana | Stadio Qemal Stafa |
| Tirana | Capienza: 25.000   |
| Tirana |                    |

## Squadre partecipanti
| Pr. | Squadra    | Data di qualificazione certa | Partecipante in quanto | Partecipazioni precedenti al torneo                    | Ultima presenza |
| --- | ---------- | ---------------------------- | ---------------------- | ------------------------------------------------------ | --------------- |
| 1   | Bulgaria   | -                            | Qualificata di diritto | 7 (1929-1931, 1931, 1932, 1933, 1934-1935, 1935, 1936) | Romania 1936    |
| 2   | Jugoslavia | -                            | Qualificata di diritto | 6 (1929-1931, 1931, 1932, 1933, 1934-1935, 1935)       | Bulgaria 1935   |
| 3   | Albania    | -                            | Qualificata di diritto | -                                                      | Esordiente      |
| 4   | Romania    | -                            | Qualificata di diritto | 6 (1929-1931, 1932, 1933, 1934-1935, 1935, 1936)       | Romania 1936    |

Nella sezione "partecipazioni precedenti al torneo", le date in grassetto indicano che la nazione ha vinto quella edizione del torneo, mentre le date in corsivo indicano la nazione ospitante.

## Fase finale

### Girone unico

#### Classifica
| Pos | Squadra    | P.ti | G | V | N | P | GF | GS | DR |
| --- | ---------- | ---- | - | - | - | - | -- | -- | -- |
| 1   | Albania    | 4    | 3 | 2 | 0 | 1 | 6  | 4  | +2 |
| 2   | Jugoslavia | 4    | 3 | 2 | 0 | 1 | 6  | 5  | +1 |
| 3   | Romania    | 3    | 3 | 1 | 1 | 1 | 4  | 4  | 0  |
| 4   | Bulgaria   | 1    | 3 | 0 | 1 | 2 | 4  | 7  | -3 |

#### Risultati
| Arbitro: | Istrate |

|                      |           |                                     |
| Mirashi 6’ Teliti 8’ | Marcatori | 47’ Matošić 48’ Bobek 78’ Čajkovski |

| Arbitro: | Matančić |

|                               |           |                     |
| Negrescu 33’ (aut.) Milev 22’ | Marcatori | 40’ Reuter 88’ Tóth |

| Arbitro: | Istrate |

|                                    |           |           |
| Boriçi 30’, 65’ (rig.) Mirashi 68’ | Marcatori | 5’ Spasov |

| Arbitro: | Zlatarev |

|                       |           |                |
| Reuter 18’ Fabian 24’ | Marcatori | 42’ Simonovski |

| Arbitro: | Dervishi |

|            |           |                 |
| Laskov 88’ | Marcatori | 35’, 70’ Sandić |

| Arbitro: | Matančić |

|            |           |  |
| Teliti 55’ | Marcatori |  |

## Statistiche

### Classifica marcatori
2 reti
- Loro Boriçi
- Pal Mirashi
- Qamil Teliti
- Božidar Sandić
- Nicolae Reuter

1 rete
- Božin Laskov
- Krum Milev
- Vasil Spasov
- Stjepan Bobek
- Zlatko Čajkovski
- Frane Matošić
- Kiril Simonovski
- Josef Fabian
- Mátyás Tóth

Autorete
- Alexandru Negrescu (pro Bulgaria)